# Мікроекономіка
Мікроекономіка — це галузь економіки, яка вивчає поведінку окремих осіб та фірм у прийнятті рішень щодо розподілу обмежених ресурсів та взаємодії між цими особами та фірмами.
Однією з цілей мікроекономіки є аналіз ринкових механізмів, які встановлюють відносні ціни на товари та послуги та розподіляють обмежені ресурси між альтернативними видами використання. Мікроекономіка вказує умови, за яких вільні ринки призводять до бажаного розподілу, а також аналізує ринки невдач, коли ринки не дають ефективних результатів.
На відміну від мікроекономіки, зосередженої на фірмах та приватних особах, макроекономіка розглядає загальну сукупній економічній активності, питання зростання, інфляції та безробіття та національну економічну політику, що стосується цих питань. Мікроекономіка також розглядає вплив економічної політики (наприклад, зміну рівня оподаткування ) на мікроекономічну поведінку, а отже, і на вищезгадані аспекти економіки.

## Структура та моделі

### Споживач
Мікроекономічна теорія зазвичай починається з вивчення окремого раціонального споживача, який максимізує корисність свого вибору. Для економістів раціональність означає, що індивід володіє стабільними уподобаннями, які є як повними, так і транзитивними .
Технічне припущення про неперервність відношення переваги необхідне що запевнити існування функції корисності. Мікроекономічна теорія може будуватися без цього припущення, але це унеможливить порівняльну статистику, оскільки немає гарантії, що отримана функція корисності буде диференційованою. Попит окремих людей на різні товари зазвичай вважається результатом процесу максимізації корисності, при цьому кожна особа намагається максимізувати свою власну корисність за бюджетного обмеження.
Економісти роблять також технічне припущення, що преференції є локально ненасичені. На основі цих припущень формулюється задача максимізації корисності.
Проблема максимізації корисності є математичним фундаментом теорії споживання, і використовується економістами не лише для того, щоб пояснити, що або як роблять люди, а й чому люди роблять той чи інший вибір.
Проблема максимізації корисності - це проблема обмеженої оптимізації, в якій особа прагне максимізувати корисність за умови бюджетного обмеження. Оскільки бюджетна множина (множина доступних виборів) є обмеженою і замкнутою, то, за теоремою про граничні значення, розв'язок проблеми максимізації корисності існує. Розв'язком є залежність попиту від цін товарів та бюджету споживача, яка називається Маршалловою (Вальрасівською) функцією попиту.

### Попит і пропозиція

Модель попиту та пропозиції описує, як змінюються ціни в результаті балансу між пропозицією продукції за кожною ціною та бажаннями тих, хто має купівельну спроможність за кожною ціною (попит). На графіку зображено зсув попиту праворуч від D_{1} до D_{2} разом з послідовним збільшенням ціни та величини пропозиції, необхідних для досягнення нової точки рівноваги ринку.

Теорія попиту та пропозиції займається питаннями процесу ціноутворення на ринку під впливом попиту споживачів та пропозиції виробників, реакцією цін на зміни цих характеристик. 
У найпростішому варіанті теорія припускає, що ринки є цілком конкурентними. Це означає, що на ринку багато покупців і продавців, і жоден з них не має можливості суттєво вплинути на ціни товарів та послуг. У багатьох реальних ситуаціях це припущення не справджується, оскільки деякі окремі покупці чи продавці мають можливість впливати на ціни. Такі ситуації вимагають складніших моделей ринку, тобто моделей ринкової сили виробників.

### Виробник
Теорія виробництва — це вивчення економічного процесу перетворення вхідних матеріалів (засобів виробництва) у вихідні (товари чи послуги), придатні для використання або обміну в умовах ринкової економіки. Розглядають кілька моделей виробників, залежно від їх ринкової сили. Дві крайнощі — досконала конкуренція, коли дрібні виробники приймають встановлені ринкові ціни не маючи можливості впливу на них, та монополія, коли виробник може встановлювати ціни і є обмежений тільки попитом споживачів. Монополія призводить, при використанні тієї ж технології виробництва, до збільшення ціни товарів та чистих суспільних втрат. 
Проміжні ринкові структури — олігополії при яких в галузі панує невелика кількість фірм (олігополістів). Олігополії можуть створити стимул для компаній до змови та формування картелів, які зменшують конкуренцію, що призводить до зростання цін для споживачів та зменшення загального ринкового випуску. Основним математичним апаратом вивчення поведінки фірм-олігополістів є теорія ігор.
Незалежно від типу ринку на якому виробник продає свої вироби і цільової кількості виробів, він зацікавлений виробити їх найдешевше. Теорія вартості виробництва стверджує, що затрати на  одиницю продукції визначається сумою вартості ресурсів, які пішли на її створення. Вартість може включати будь-які фактори виробництва (включаючи працю, капітал чи землю) та податки.

### Розлад ринку
Основна економічна теорія апріорі не припускає, що ринки завжди є кращими за інші форми суспільної організації. Багато аналізу присвячено тим випадкам, коли ринкові збої призводять до розподілу ресурсів, що є неоптимальним і призводить до їх марнування. Класичний приклад неоптимального розподілу ресурсів — це суспільне благо. У таких випадках економісти намагаються знайти політику, яка дозволить уникнути чи мінімізувати марнотратство.
Такі моделі вивчаються в теорії суспільного вибору. "Оптимальний добробут" зазвичай приймає норму Парето, яка є математичним застосуванням методу Калдора — Гікса. Це може відрізнятися від утилітарної мети максимізації корисності, оскільки вона не враховує (справедливості) розподілу благ між людьми.

## Суб'єкти
- Домашнє господарство
- Підприємство

## Підручники
- Мікроекономіка. Теорія та практика / О.Я. Базілінська; Києво-Могилянська академія, 2007, 272 с.
- Мікроекономіка: навч. посіб. / З. О. Адаманова, Ю. М. Дмитрієнко, М. Ванієва; Крим. інж.-пед. ун-т. — Сімф. : Кримнавчпеддержвидав, 2010. — 442 c.
- Мікроекономіка: Навч. посіб. для студ. вищ. навч. закл. / Г. Я. Стеблій; Нац. банк України. Львів. банк. ін-т. — Л., 2004. — 222 c.
- Парадокси, догми і реальність економічної теорії: мікроекономіка для економістів: моногр. / І. Б. Скворцов. — Л. : Вид-во Нац. ун-ту «Львів. політехніка», 2007. — 340 c.
- Аналітична економія: макроекономіка і мікроекономіка: підручник: у 2 кн. Кн. 2. Мікроекономіка / С. М. Панчишин, П. І. Островерх, В. Б. Буняк, І. В. Грабинська, Р. В. Михайлишин, Г. В. Михайляк, Т. П. Моряк, О. М. Островерх, С. К. Реверчук, Г. Я. Стеблій; Львів. нац. ун-т ім. І.Франка. — К. : Знання, 2010. — 437 c.
- Вступ до економічної теорії: підручник / З. Ватаманюк, С. Панчишин, О. Ватаманюк, Л. Цимбал, Є. Майовець, Н. Гнатюк. — 3-тє вид., доповн. — Л. : Новий Світ-2000, 2007. — 501 c. — (Вища освіта в Україні).
- Мікроекономіка і макроекономіка: Підруч. для студ. екон. спец. закл. освіти: У 2 ч. / С. Будаговська, О. Кілієвич, І. Луніна, Т. Пахомова, О. Романюк, А. Сніжко, О. Сніжко; ред.: С. Будаговська. — 2-е вид. — К. : Вид-во С. Павличко «Основи», 2001. — 517 c.
- Основи економічної теорії: Мікроекономіка. Макроекономіка: Навч. посіб. / ред.: А. К. Покритан, М. І. Збарський; уклад.: Г. І. Анашенкова; Одес. держ. екон. ун-т. Каф. заг. екон. теорії. — 2-е вид., випр. і доп. — О., 1999. — 494 c.